# Élections législatives portugaises de 1985
Les élections législatives portugaises de 1985 (en portugais : Eleições legislativas portuguesas de 1985) se sont tenues le 6 octobre 1985 afin d'élire les 250 députés de la quatrième législature de l'Assemblée de la République pour un mandat de quatre ans.
Le scrutin est remporté à la majorité relative par le Parti social-démocrate (PPD/PSD).

## Contexte
La « révolution des Œillets » du 25 avril 1974 met fin à 40 ans de régime autoritaire et corporatiste de l'État nouveau. Elle est suivie de cinq ans d'instabilité.
Entre 1979 et 1983, la majorité parlementaire est formée par une coalition de centre droit, l'Alliance démocratique (AD). Trois gouvernements se succéderont jusqu'à la convocation des élections législatives anticipées du 25 avril 1983. Ce scrutin est remporté par le Parti socialiste (PS) de Mário Soares avec 37 % des voix et 101 députés sur 250. Il devance le PPD/PSD de Carlos Mota Pinto, qui recueille 28 % des suffrages exprimés et fait élire 75 parlementaires. Toujours troisième, l'Alliance du peuple uni (APU) que mène le Parti communiste portugais (PCP) d'Álvaro Cunhal obtient 18,6 % des bulletins de vote et 44 sièges. Quant au Parti du centre démocratique et social (CDS) du ministre de la Culture Francisco Lucas Pires, il totalise 13 % des voix et 30 mandats.
En l'absence d'une majorité claire, Soares décide de s'associer avec Mota Pinto, formant la première grande coalition de l'histoire portugaise, connue sous le nom de « bloc central » (en portugais : Bloco Central). Il faut six semaines au PS et au PPD/PSD pour constituer un gouvernement de 16 ministres qui bénéficie d'une majorité de 176 députés, soit 70 % des sièges de l'Assemblée.
S'estimant désavoué par son parti, Mota Pinto renonce à en occuper la présidence en février 1985 et Rui Machete lui succède. Trois mois plus tard seulement, l'ancien ministre des Finances Aníbal Cavaco Silva est élu président du PPD/PSD sur un programme d'alliance à droite avec le CDS. La rupture de la majorité parlementaire est annoncée en juin et le président de la République António Ramalho Eanes décide de dissoudre le Parlement et convoquer de nouvelles élections législatives.
À cette occasion, les soutiens politiques du président Eanes décident de fonder un nouveau parti, le Parti rénovateur démocratique (PRD). Au PS, Soares renonce à mener une cinquième fois les socialistes afin de pouvoir postuler à l'élection présidentielle de 1986 et le parti choisit comme chef de file le ministre des Affaires parlementaires António de Almeida Santos.

## Mode de scrutin
Le mode de scrutin retenu, fixé par la loi électorale du 15 novembre 1974, prévoit l'élection des députés au scrutin proportionnel suivant la méthode d'Hondt, connue pour avantager les partis arrivés en tête.
La loi électorale, conformément aux dispositions constitutionnelles, établit le nombre de députés à 250, le maximum autorisé. Les députés sont élus dans 22 circonscriptions électorales, à savoir les 18 districts du Portugal, les Açores, Madère, l'Europe, et le reste du monde.

## Principaux partis et chefs de file
| Parti | Parti                                                                       | Idéologie                                                | Chef de file                                                   | Résultats en 1983           |
| ----- | --------------------------------------------------------------------------- | -------------------------------------------------------- | -------------------------------------------------------------- | --------------------------- |
|       | Parti socialiste Partido Socialista                                         | Centre gauche Social-démocratie, socialisme démocratique | António de Almeida Santos Ministre des Affaires parlementaires | 36,1 % des voix 101 députés |
|       | Parti social-démocrate Partido Social Democrata                             | Centre droit Libéralisme                                 | Aníbal Cavaco Silva                                            | 27,2 % des voix 75 députés  |
|       | Alliance du peuple uni Aliança Povo Unido                                   | Gauche Communisme, anticapitalisme                       | Álvaro Cunhal                                                  | 18,1 % des voix 44 députés  |
|       | Parti du centre démocratique et social Partido do Centro Democrático Social | Centre Démocratie chrétienne, libéralisme                | Francisco Lucas Pires                                          | 12,6 % des voix 30 députés  |

## Résultats

### Scores
|                        |                                                    |           |       |       |        |               |  |  |  |  |  |  |  |  |
| Partis                 | Partis                                             | Voix      | %     | +/-   | Sièges | +/-           |  |  |  |  |  |  |  |  |
|                        | Parti social-démocrate (PPD/PSD)                   | 1 732 288 | 30,64 | 2,68  | 88     | 13            |  |  |  |  |  |  |  |  |
|                        | Parti socialiste (PS)                              | 1 204 321 | 21,30 | 15,77 | 57     | 44            |  |  |  |  |  |  |  |  |
|                        | Parti rénovateur démocratique (PRD)                | 1 038 893 | 18,38 | Nv.   | 45     | 45            |  |  |  |  |  |  |  |  |
|                        | Alliance du peuple uni (APU)                       | 898 281   | 15,89 | 2,66  | 38     | 6             |  |  |  |  |  |  |  |  |
|                        | Parti du centre démocratique et social (CDS)       | 577 580   | 10,22 | 2,67  | 22     | 8             |  |  |  |  |  |  |  |  |
|                        | Union démocratique populaire (UDP)                 | 73 401    | 1,30  | 0,81  | 0      | en stagnation |  |  |  |  |  |  |  |  |
|                        | Parti démocrate-chrétien (PDC)                     | 41 831    | 0,74  | 0,04  | 0      | en stagnation |  |  |  |  |  |  |  |  |
|                        | Parti socialiste révolutionnaire (PSR)             | 35 238    | 0,62  | 0,38  | 0      | en stagnation |  |  |  |  |  |  |  |  |
|                        | Parti communiste des travailleurs portugais (PCTP) | 19 943    | 0,35  | 0,03  | 0      | en stagnation |  |  |  |  |  |  |  |  |
|                        | Parti ouvrier d'unité socialiste (POUS)            | 19 085    | 0,34  | 0,01  | 0      | en stagnation |  |  |  |  |  |  |  |  |
|                        | Parti communiste (Reconstruit) (PC(R))             | 12 749    | 0,23  | 0,23  | 0      | en stagnation |  |  |  |  |  |  |  |  |
|                        |                                                    |           |       |       |        |               |  |  |  |  |  |  |  |  |
| Suffrages exprimés     | Suffrages exprimés                                 | 5 653 610 | 97,49 |       |        |               |  |  |  |  |  |  |  |  |
| Votes nuls             | Votes nuls                                         | 145 319   | 2,51  |       |        |               |  |  |  |  |  |  |  |  |
| Total                  | Total                                              | 5 798 929 | 100   | -     | 250    | en stagnation |  |  |  |  |  |  |  |  |
| Abstentions            | Abstentions                                        | 2 020 052 | 25,84 |       |        |               |  |  |  |  |  |  |  |  |
| Inscrits/Participation | Inscrits/Participation                             | 7 818 981 | 74,16 |       |        |               |  |  |  |  |  |  |  |  |